# Biological Innovation for Open Society
Pour l’article homonyme, voir BIOS.
BiOS (Biological Open Source/Biological Innovation for Open Society) est une initiative internationale visant à favoriser l'innovation et la liberté d'opérer dans les sciences biologiques. BiOS est officiellement lancé le 10 février 2005 par Cambia, une organisation sans but lucratif dédiée à la démocratisation de l'innovation. Son intention est d'initier de nouvelles normes et pratiques pour créer des outils d'innovation biologique, en utilisant des engagements contraignants pour protéger et préserver leur utilité, tout en permettant divers modèles commerciaux pour l'application de ces outils.

## Open source biologique
Traditionnellement, le terme « open source » décrit un paradigme de développement logiciel associé à un ensemble de pratiques d'innovation collaborative, qui garantissent l'accès aux matériaux source du produit final - généralement, le code source. L'Initiative BiOS cherche à étendre ce concept aux sciences biologiques, et en particulier aux biotechnologies agricoles. BiOS est fondé sur le concept de partage d'outils et de plates-formes scientifiques afin que l'innovation puisse se produire au niveau de la « couche d'application ».
A travers les instruments BiOS, les licenciés ne peuvent s'approprier le noyau fondamental d'une technologie et des améliorations exclusivement pour eux-mêmes. La technologie de base reste la propriété de l'entité qui l'a développée, mais les améliorations peuvent être partagées avec d'autres qui soutiennent le développement d'un bien commun protégé autour de la technologie.

## Accords de transfert de matériel (MTA)
BiOS émet une série d'accords de transfert de matériel (MTA), une forme courante de cautionnement utilisée pour fournir des matériaux pour la recherche en sciences de la vie, tels que des souches bactériennes, des lignées végétales, des cultures cellulaires ou de l'ADN. Des MTA adaptables aux matériels biologiques sont disponibles sur le site BiOS.

## Technologies biologiques open source
CambiaLabs conçoit deux technologies biologiques "open source", TransBacter et GUSPlus, qu'ils publient dans le cadre de l'initiative BiOS. Le premier, TransBacter, est conçu pour contourner l'intense brevetage associé à la fabrication de plantes transgéniques. Cambia identifie que la majorité des brevets revendiquant des méthodes de transgénèse végétale font explicitement référence à la bactérie Agrobacterium tumefaciens ; par conséquent, l'utilisation d'une bactérie n'appartenant pas au genre Agrobacterium ne ferait pas l'objet de revendications de brevet existantes. Cambia publie ses travaux sur TransBacter, qui utilise des bactéries des genres Rhizobium, Sinorhizobium et Mesorhizobium en 2005 dans Nature.